# Oreophryne celebensis
Oreophryne celebensis és una espècie de granota que viu a Indonèsia.
Està amenaçada d'extinció per la pèrdua del seu hàbitat natural.